# 趙誠珉
趙誠珉（Cho Sung-Min Brian，1995年1月26日—），生於香港，南韓足球運動員，司職中場，父母都是韓國人而在他港土生土長，現時效力香港甲組聯賽球會晉峰。

## 球會生涯
趙誠珉生於香港，其父母都是韓國人，而在他港土生土長，於中學就讀英皇佐治五世學校，自幼加入傑志青訓接受正規足球訓練，期間於2009年協助奪得曼聯超級盃冠軍，到2012年初獲當時傑志的西班牙籍教練甘巴爾邀請開始參與傑志一隊練習，可是他在未獲得任何上陣機會下，於2015年8月轉會甲組老牌球會公民，2015年12月回復自由身，2017年9月加盟甲組球會晉峰。

## 外部連結
- 香港足球總會網站球員資料